# Gafanha da Boa Hora
Gafanha da Boa Hora é uma localidade portuguesa sede da Freguesia da Gafanha da Boa Hora do município de Vagos, freguesia com 37,10 km² de área e 2848 habitantes (censo de 2021), tendo, por isso, uma densidade populacional de 76,8 hab./km².

## História
A designação da Gafanha da Boa Hora deriva do orago da capela que fora construída em 1891 no centro da povoação. Sabe-se que o povoamento desta terra teve início em meados de 1677. 
A freguesia foi criada pelo Decreto-Lei n.º 47017, de 23 de maio de 1966, com lugares desanexados da freguesia de Vagos.

## Demografia
A população registada nos censos foi:
| Distribuição da População por Grupos Etários | Distribuição da População por Grupos Etários | Distribuição da População por Grupos Etários | Distribuição da População por Grupos Etários | Distribuição da População por Grupos Etários |
| -------------------------------------------- | -------------------------------------------- | -------------------------------------------- | -------------------------------------------- | -------------------------------------------- |
| Ano                                          | 0-14 Anos                                    | 15-24 Anos                                   | 25-64 Anos                                   | > 65 Anos                                    |
| 2001                                         | 505                                          | 329                                          | 1163                                         | 280                                          |
| 2011                                         | 461                                          | 366                                          | 1376                                         | 422                                          |
| 2021                                         | 435                                          | 286                                          | 1562                                         | 565                                          |

| Distribuição da População por Grupos Etários | Distribuição da População por Grupos Etários | Distribuição da População por Grupos Etários | Distribuição da População por Grupos Etários | Distribuição da População por Grupos Etários | Distribuição da População por Grupos Etários | Distribuição da População por Grupos Etários | Distribuição da População por Grupos Etários | Distribuição da População por Grupos Etários | Distribuição da População por Grupos Etários |
| -------------------------------------------- | -------------------------------------------- | -------------------------------------------- | -------------------------------------------- | -------------------------------------------- | -------------------------------------------- | -------------------------------------------- | -------------------------------------------- | -------------------------------------------- | -------------------------------------------- |
| Ano                                          | 0-14 Anos                                    | 15-24 Anos                                   | 25-64 Anos                                   | > 65 Anos                                    |                                              | 0-14 Anos                                    | 15-24 Anos                                   | 25-64 Anos                                   | > 65 Anos                                    |
| 2001                                         | 505                                          | 329                                          | 1 163                                        | 280                                          |                                              | 22,2%                                        | 14,4%                                        | 51,1%                                        | 12,3%                                        |
| 2011                                         | 461                                          | 366                                          | 1 376                                        | 422                                          |                                              | 17,6%                                        | 13,9%                                        | 52,4%                                        | 16,1%                                        |

## Património e Pontos de Interesse
- Igreja de Nossa Senhora da Boa Hora (matriz)
- Capela de Nossa Senhora da Boa Hora
- Forte do Velho
- Parque Aquática Vaga Splash
- Praia do Areão
- Praia do Labrego
- Praia da Vagueira
- Parque de Campismo Orbitur Vagueira
- Trecho da ria de Aveiro

## Economia
Uma das atividades mais praticadas profissionalmente nesta zona é a arte xávega. Durante anos existiram inúmeras companhas de arte xávega, mas com o tempo esse número foi variando consoante as possibilidades económicas dos intervenientes, com as exigências da sua estrutura e com a rentabilidade. Existe uma adaptação do trabalho em relação à oferta de mão de obra, custos de manutenção e material e rentabilidade no mercado.